# Chèvre bottée
La chèvre bottée, ou Stiefelgeiss est une race caprine suisse.
La chèvre bottée est originaire de l'Oberland saint-Gallois. C'est une chèvre de montagne rustique qui convient aussi bien pour la traite que comme chèvre allaitante. Les robes varient du brun clair et foncé au gris argenté. Cette race de chèvre se caractérise par la présence de jarre sur le dos (manteau) et l'arrière-main (culotte). Selon la coloration des jambes, on la dit « bottée noire » ou « bottée brune ».

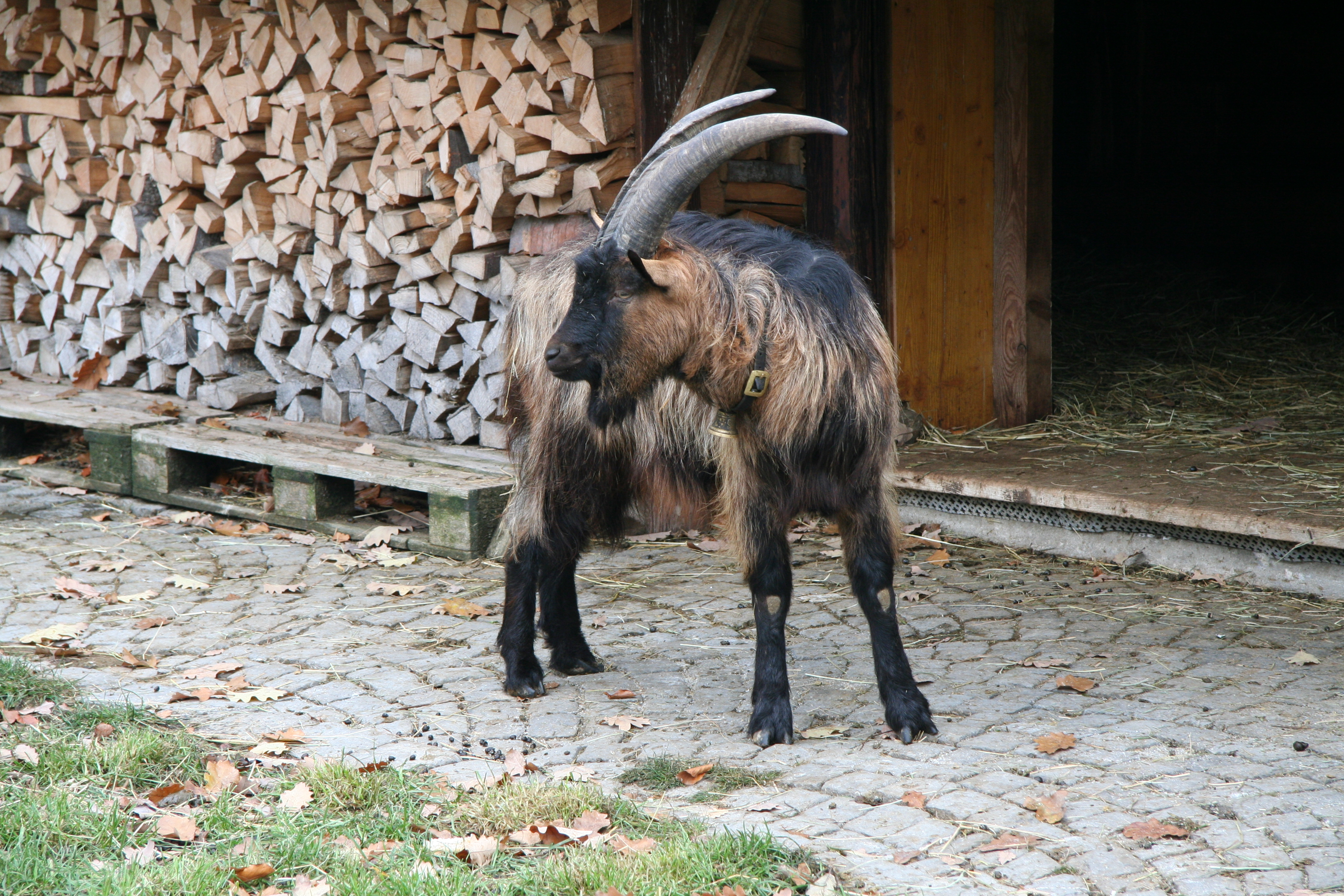
Chèvre bottée noire

## Origine
La chèvre bottée est originaire de Suisse et plus précisément de l’Oberland saint-Gallois.
Le fourrage maigre et les conditions climatiques extrêmes ont façonné une chèvre adaptée aux rudesses de la montagne. La vivacité et l'aptitude à la montagne étaient jadis essentielles. La productivité laitière était d'importance secondaire. La chèvre bottée fut présentée comme race à part pour la première fois à la foire agricole de 1909. La chèvre bottée ne fut toutefois pas reconnue lors de l'apurement des races de 1938. Au début des années 1980, elle avait presque disparu, mais a pu être sauvée in extremis par la fondation Pro Specie Rara.
Les chèvres bottées de nos jours descendent des 27 femelles et des 7 mâles sauvé en 1983 et inscrits au herd-book jusqu’en 1993. Le cheptel a pu ainsi grandement se développer. 822 chèvres et boucs bottés ont été recensés au début de l’année 2012.

## Robes et morphologie
Le profane confond volontiers la chèvre bottée avec la chèvre chamoisée très répandue. La bottée se distingue par son pelage à l'éclat soyeux caractéristique, contrairement à la chamoisée qui a le poil court et luisant.
La chèvre bottée possède de longs poils sur le dos et sur les cuisses formant une «culotte» ce qui la différencie de la race alpine.
La robe des chèvres bottées se distingue notamment par la coloration plus foncée de leurs jambes qui leur a valu le qualificatif de «bottée". Il en existe deux types : la «bottée noire» et la «bottée brune». Le reste du pelage est dans l’ensemble foncé, clair ou gris argenté. Les tâches foncées au niveau du tour des yeux, de l’arête du nez et des tâches foncées sont assorties aux «bottes». Mâle comme femelle, tous deux portent la barbe ! Bien qu’elle ne soit pas toujours présente.

## Aptitudes
Bien que peu utilisées, les chèvres bottées ont de bonnes capacités laitières. Très fertiles, elles donnent souvent naissance à des portées doubles.
Elles présentent également de bonnes capacités d’engraissement, et sont de bonnes mères avec un bon pouvoir nourricier,0
Robuste et tout terrain, ces chèvres conviendront également dans les pâtures isolées et pentues, pour la lutte contre l’embroussaillement.
La chèvre bottée est également reconnue comme une race caprine rustique et robuste notamment grâce à son épais pelage. De ce fait, elle s’adapte parfaitement au rude climat et changements météorologiques parfois violents des montagnes.  Peu exigeante bien que vive et attentive, elle est couramment employée comme «jardinière du paysage» dans les réserves naturelles ou encore les zones difficiles tel que les terrains les plus escarpés.